# Schweizer Meisterschaften im Skilanglauf 2024
Die Schweizer Meisterschaften im Skilanglauf 2024 fanden am 2. und 3. März 2024 in Klosters und vom 22. bis zum 24. März 2024 in Realp statt. Ausgetragen wurden Einzelrennen, Verfolgungsrennen, Massenstartrennen sowie die Sprint- und Staffel-Wettbewerbe. Bei den Männern gewann Fabrizio Albasini das Einzelrennen sowie das Massenstartrennen, Candide Pralong im Massenstartrennen über 49 km Freistil und Cyril Fähndrich im Sprint. Zudem siegte die Staffel vom SC Davos mit Jason Rüesch, Cédric Steiner und Toni Livers. Bei den Frauen holte Nadine Fähndrich die Meistertitel im Massenstartrennen über 28 km Freistil sowie im Sprint und Giuliana Werro im Einzelrennen sowie in der Verfolgung. Zudem triumphierten Ilaria Gruber, Nadja Kälin und Marina Kälin mit der Staffel für den Alpina St. Moritz.

## Ergebnisse Herren

### Sprint Freistil
| Platz | Name            | Verein           |
| ----- | --------------- | ---------------- |
| 1     | Cyril Fähndrich | SC Horw          |
| 2     | Janik Riebli    | SC Davos         |
| 3     | Erwan Käser     | Gardes-Frontière |
| 4     | Candide Pralong | Val Ferret       |
| 5     | Valerio Grond   | SC Davos         |
| 6     | Noe Näff        | Lischana Scuol   |

Datum: 22. März 2024 in Realp

Es waren 86 Läufer am Start. Das Rennen der U20 gewann Isai Näff.

### 10 km klassisch Einzel
| Platz | Name              | Verein               | Zeit (min) |
| ----- | ----------------- | -------------------- | ---------- |
| 1     | Fabrizio Albasini | Alpina St. Moritz    | 25:35,6    |
| 2     | Curdin Räz        | Alpina St. Moritz    | 25:40,9    |
| 3     | Severin Bässler   | Elm                  | 25:52,6    |
| 4     | Niclas Steiger    | Samedan              | 26:10,4    |
| 5     | Noe Näff          | Lischana Scuol       | 26:13,7    |
| 6     | Candide Pralong   | Val Ferret           | 26:22,5    |
| 7     | Silvan Durrer     | Drusberg             | 26:23,1    |
| 8     | Pierrick Cottier  | Im Fang              | 26:24,5    |
| 9     | Roman Alder       | Bernina Pontresina   | 26:39,0    |
| 10    | Avelino Näpflin   | Beckenried-Klewenalp | 27:13,4    |

Datum: 2. März 2024 in Klosters

Es waren 83 Läufer am Start. Der viertplatzierte Niclas Steiger gewann die U20-Wertung mit 54 Teilnehmern.

### 10 km Freistil Verfolgung
| Platz | Name             | Verein                    | Zeit (min) |
| ----- | ---------------- | ------------------------- | ---------- |
| 1     | Candide Pralong  | Val Ferret                | 51:49,6    |
| 2     | Curdin Räz       | Alpina St. Moritz         | 53:22,3    |
| 3     | Noe Näff         | Lischana Scuol            | 54:27,9    |
| 4     | Severin Bässler  | Elm                       | 54:35,7    |
| 5     | Pierrick Cottier | Im Fang                   | 54:54,9    |
| 6     | Avelino Näpflin  | Beckenried-Klewenalp      | 55:06,4    |
| 7     | Robin Frommelt   | Nordic Club Liechtenstein | 55:09,8    |
| 8     | Ricky Steinauer  | SC Einsiedeln             | 55:59,5    |
| 9     | Nicola Müller    | SAS Bern                  | 56:20,6    |
| 10    | Mario Bässler    | Elm                       | 56:29,9    |

Datum: 3. März 2024 in Klosters

Es waren 23 Läufer am Start. Das Rennen der U20 über 10 km mit 52 Teilnehmern gewann Niclas Steiger.

### 49 km Freistil Massenstart
| Platz | Name              | Verein               | Zeit (std) |
| ----- | ----------------- | -------------------- | ---------- |
| 1     | Fabrizio Albasini | Alpina St. Moritz    | 2:05:10,5  |
| 2     | Candide Pralong   | Val Ferret           | 2:05:11,3  |
| 3     | Jason Rüesch      | SC Davos             | 2:06:05,2  |
| 4     | Beda Klee         | Speer Ebnat-Kappel   | 2:06:07,4  |
| 5     | Curdin Räz        | Alpina St. Moritz    | 2:06:25,6  |
| 6     | Avelino Näpflin   | Beckenried-Klewenalp | 2:10:04,7  |
| 7     | Toni Livers       | SC Davos             | 2:10:13,0  |
| 8     | Jonas Baumann     | SC Tambo Splügen     | 2:10:39,8  |
| 9     | Ricky Steinauer   | SC Einsiedeln        | 2:16:13,1  |
| 10    | Janik Riebli      | Schwendi-Langis      | 2:17:43,3  |

Datum: 23. März 2024 in Realp

Es waren 45 Läufer am Start. Das Rennen der U20 über 28 km mit 25 Teilnehmern gewann Isai Näff.

### 3 × 7,5 km Staffel
| Platz | Team                                                                        | Zeit (min) |
| ----- | --------------------------------------------------------------------------- | ---------- |
| 1     | SC DavosJason Rüesch Cédric Steiner Toni Livers                             | 54:04,7    |
| 2     | Gardes-FrontièreSebastian Stalder Erwan Käser Martin Jäger                  | 54:29,8    |
| 3     | Alpina St. MoritzMaximillian Alexander Wanger Curdina Räz Fabrizio Albasini | 54:36,4    |
| 4     | Speer Ebnat-KappelJan Hafner Beda Klee Jan Fässler                          | 55:38,8    |
| 5     | Lischana ScuolMarchet Nesa Noe Näff Isai Näff                               | 55:56,3    |
| 6     | Im FangPierrick Cottier Luc Cottier Jules Dafflon                           | 56:31,9    |

Datum: 24. März 2024 in Realp

Es waren 18 Teams am Start.

## Ergebnisse Frauen

### Sprint Freistil
| Platz | Name             | Verein            |
| ----- | ---------------- | ----------------- |
| 1     | Nadine Fähndrich | SC Horw           |
| 2     | Anja Weber       | TG Hütten         |
| 3     | Marina Kälin     | Alpina St. Moritz |
| 4     | Alina Meier      | SC Davos          |
| 5     | Malia Elmer      | Riedern           |
| 6     | Nadja Kälin      | Alpina St. Moritz |

Datum: 22. März 2024 in Realp

Es waren 47 Läuferinnen am Start. Siegerin bei der U20 wurde Nadia Steiger.

### 10 km klassisch Einzel
| Platz | Name                 | Verein            | Zeit (min) |
| ----- | -------------------- | ----------------- | ---------- |
| 1     | Giuliana Werro       | Sarsura Zernez    | 30:03,8    |
| 2     | Fabienne Alder       | Bernina Ontresina | 30:26,8    |
| 3     | Aita Kaufmann        | SAS Bern          | 30:58,0    |
| 4     | Carla Nina Wohler    | SAS Bern          | 31:02,6    |
| 5     | Ramona Schöpfer      | SC Marbach        | 31:11,4    |
| 6     | Bianca Buholzer      | SC Horw           | 31:25,7    |
| 7     | Wilma Lauenstein     | Vue-des-Alpes     | 31:56,9    |
| 8     | Gianna Chiara Wohler | SAS Bern          | 32:00,7    |
| 9     | Lina Bundi           | Alpina St Moritz  | 32:04,8    |
| 10    | Flavia Lindegger     | SAS Bern          | 32:08,7    |

Datum: 2. März 2024 in Klosters

Es waren 37 Läuferinnen am Start. Die fünftplatzierte Ramona Schöpfer war zugleich Siegerin bei den U20.

### 10 km Freistil Verfolgung
| Platz | Name                 | Verein            | Zeit (std) |
| ----- | -------------------- | ----------------- | ---------- |
| 1     | Giuliana Werro       | Sarsura Zernez    | 0:56:36,0  |
| 2     | Fabienne Alder       | Bernina Ontresina | 0:57:01,1  |
| 3     | Carla Nina Wohler    | SAS Bern          | 0:58:53,1  |
| 4     | Ramona Schöpfer      | SC Marbach        | 0:59:21,2  |
| 5     | Bianca Buholzer      | SC Horw           | 1:00:17,7  |
| 6     | Gianna Chiara Wohler | SAS Bern          | 1:00:46,2  |
| 7     | Nina Cantieni        | Samedan           | 1:00:49,0  |
| 8     | Lina Bundi           | Alpina St Moritz  | 1:00:54,4  |
| 9     | Aita Kaufmann        | SAS Bern          | 1:01:10,9  |
| 10    | Helena Guntern       | Sarsura Zernez    | 1:01:29,1  |

Datum: 3. März 2024 in Klosters

Es waren 37 Läuferinnen am Start. Das U20-Rennen mit 24 Teilnehmerinnen gewann die viertplatzierte Ramona Schöpfer.

### 28 km Freistil Massenstart
| Platz | Name                      | Verein         | Zeit(std) |
| ----- | ------------------------- | -------------- | --------- |
| 1     | Nadine Fähndrich          | SC Horw        | 1:22:07,6 |
| 2     | Anja Weber                | TG Hütten      | 1:22:36,1 |
| 3     | Giuliana Werro            | Sarsura Zernez | 1:22:54,5 |
| 4     | Alina Meier               | SC Davos       | 1:23:42,0 |
| 5     | Carla Nina Wohler         | SAS Bern       | 1:23:45,0 |
| 6     | Désirée Steiner           | SC Davos       | 1:26:01,3 |
| 7     | Helena Guntern            | Sarsura Zernez | 1:29:19,5 |
| 8     | Gianna Chiara Wohler      | SAS Bern       | 1:29:35,4 |
| 9     | Malia Elmer               | Riedern        | 1:30:33,7 |
| 10    | Christa Ehrenzeller-Jäger | Vättis         | 1:30:42,0 |

Datum: 23. März 2024 in Realp

Es waren 24 Läuferinnen am Start. U20-Meisterin über 14 km mit 30 Teilnehmerinnen wurde Ramona Schöpfer.

### 3 × 5 km Staffel
| Platz | Team                                                            | Zeit (min) |
| ----- | --------------------------------------------------------------- | ---------- |
| 1     | Alpina St. MoritzIlaria Gruber Nadja Kälin Marina Kälin         | 39:46,1    |
| 2     | SC HorwBianca Buholzer Nadine Fähndrich Nadia Steiger           | 40:15,3    |
| 3     | Gardes-FrontièreLydia Hiernickel Aita Gasparin Elisa Gasparin   | 40:27,5    |
| 4     | SAS BernFlavia Lindegger Carla Nina Wohler Gianna Chiara Wohler | 40:46,6    |
| 5     | SC DavosDésirée Steiner Lea Zimmermann Alina Meier              | 41:43,3    |
| 6     | SC MarbachRamona Schöpfer Carina Haas Leandra Schöpfer          | 42:41,3    |

Datum: 24. März 2024 in Realp

Es waren 14 Teams am Start.